# Бутов, Владимир Вадимович
Владимир Вадимович Бутов (14 июля 1944, Иваново, СССР — 11 июля 2023) — советский футболист, тренер.

## Карьера
Будущий игрок организованно занялся футболом во время учебы в школе №22. В ней при поддержке директора Александра Булина была организована секция «Юный динамовец», чьим воспитанником он стал. Первым тренером Бутова стал педагог Игорь Алебастров.
В 18 лет дебютировал за основной состав «Текстильщика». В 1965-66 годах выступал за хабаровский СКА, после чего вернулся в родную команду, вместе с которой долгое время выступал в классе «Б» (позднее переименованным в Первый дивизион). Всего за «Текстильщик» в первенствах страны Бутов провел 300 игр и забил 19 голов.
Стоял у истоков создания футбольной спортшколы «Текстильщика». В 1973 году он пришел в нее вместе с первым директором Геннадием Скрипачевым.
В 1981 году Владимир Бутов стал начальником команды мастеров «Текстильщик». В нее его позвал главный тренер Анатолий Исаев. Долго время занимался административной работой, но в начале девяностых вновь вернулся к работе с детьми. Самым известным воспитанником Бутова является чемпион России в составе московского «Спартака» — вратарь Сергей Песьяков.

## Семья
Был женат на известной ивановской конькобежке, участнице зимних Олимпийских игр 1972 года в Саппоро Алле Бутовой (1950-2016). После завершения карьеры она работала тренером и занимала должность заместителя директора по учебно-воспитательной работе специализированной детско-юношеской школы олимпийского резерва № 8 «Спартак» в Иванове. Похоронен вместе с ней на Богородском кладбище в Иванове.